# Desmos dinhensis
Desmos dinhensis là loài thực vật có hoa thuộc họ Na. Loài này được (Pierre ex Finet & Gagnepain) Merr. mô tả khoa học đầu tiên năm 1915.